# Peter Max Waldmann
Peter Max Waldmann (* 1964) ist ein deutscher Literaturwissenschaftler, der von 2002 bis 2013 Vorsitzender des Landesverbandes der Jüdischen Gemeinden von Rheinland-Pfalz war und seit 2020 mit Mustafa Cimşit das Maimonides jüdisch-muslimische Bildungswerk leitet.
Er studierte Komparatistik, Philosophie, Kunstgeschichte und Soziologie an der Johannes Gutenberg-Universität Mainz, wo er 2000 im Fach Komparatistik über Heinrich Heine: „Der verborgene Winkel der sterbenden Götter. Temporalisierung als ästhetischer Ausdruck im Werk Heinrich Heines.“ promoviert wurde.
Von 2000 bis 2006 war er Dozent und wissenschaftlicher Mitarbeiter des Instituts für Allgemeine und Vergleichende Literaturwissenschaft in Mainz.
Zu seinen Forschungsgebieten gehören die Jüdische Religion in Geschichte und Gegenwart, Jüdisches Leben in Deutschland, Entfremdung in der Literatur, Interkulturelle und interreligiöse Lesarten, Popkultur und Antisemitismus.
Von 2002 bis 2013 war er Vorsitzender des Landesverbandes der Jüdischen Gemeinden von Rheinland-Pfalz.
In dieser Funktion förderte er den Neubau der neuen Synagoge in Mainz, koordinierte die Integration der jüdischen Zuwanderer aus der ehemaligen Sowjetunion und initiierte und konzipierte zahlreiche Kulturveranstaltungen zum Thema Judentum in Mainz und Rheinland-Pfalz.
2016 wurde er an der Martin-Luther-Universität Halle-Wittenberg  der Arbeit zum Thema „Wie Fremde Fremde sehen. Selbstreflexion und Selbstverortung jüdischer Identität in der Literatur des 19. und 20. Jahrhunderts.“ habilitiert.
Von 2018 bis 2020 hatte er eine Vertretungsprofessur an der Martin-Luther-Universität Halle-Wittenberg im Fachbereich für Allgemeine und Vergleichende Literaturwissenschaft inne. Seit 2021 ist er Privatdozent an der Johannes-Gutenberg-Universität Mainz sowie an der Martin-Luther-Universität Halle/Wittenberg und gemeinsam mit Imam Mustafa Cimşit ist er Geschäftsführer des 2020 gegründeten Jüdisch-Muslimischen Bildungswerkes Maimonides.
Er ist ehrenamtlich im Vorstand der Jüdischen Gemeinde Mainz aktiv und unterstützt das SchUM-Städte-Projekt der Landesregierung von Rheinland-Pfalz.

## Veröffentlichungen
- Wie Fremde Fremde sehen, Selbstreflexion und Selbstverortung jüdischer Identität in der Literatur